# Tudigong

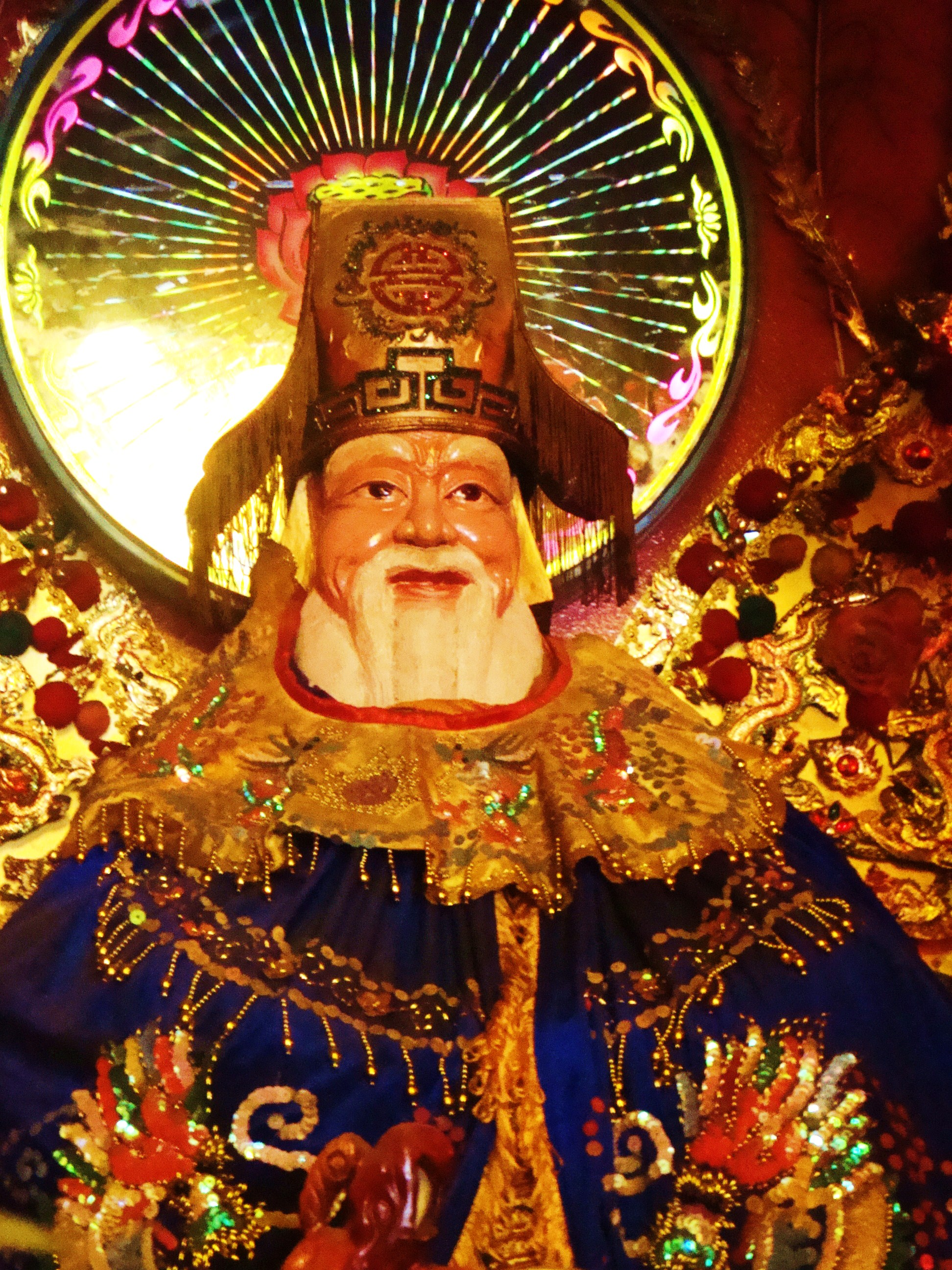
Effigie de Dieu du sol

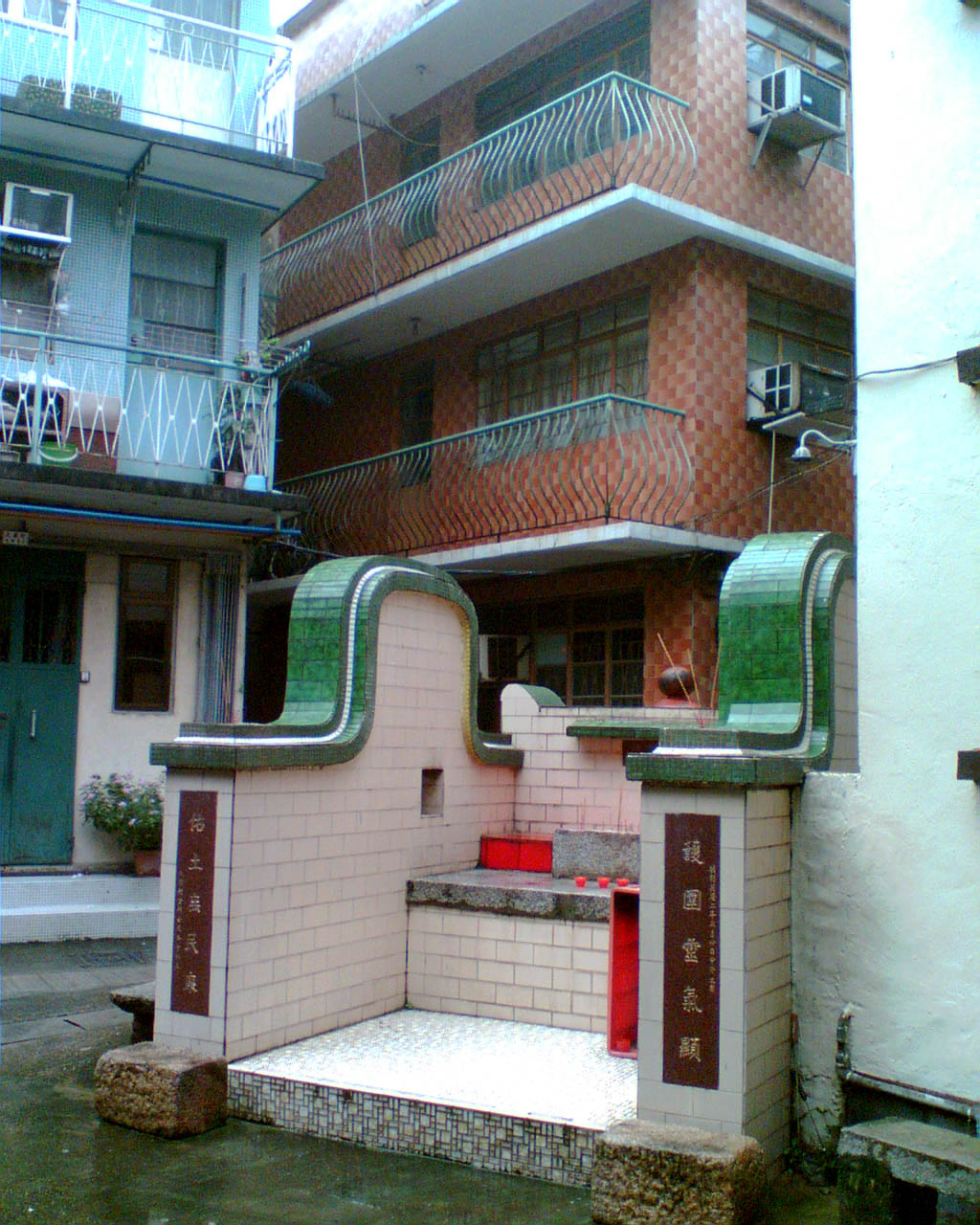
Oratoire du Dieu du sol du quartier de Taiwai, Shatin, Hong Kong

Un Dieu du sol (chinois : 土地公 ; pinyin : tǔdì gōng ; EFEO : T'ou Ti Kong) (littéralement « Monseigneur le Sol »), ou plus simplement Tǔdì (土地), est un Esprit/Dieu chinois d'influence locale qui veille à la façon d'un fonctionnaire sur le bien-être des habitants. On peut aussi demander sa protection pour voyager en sécurité et en paix. Il en existe ainsi autant que de communautés territoriales, certains gouvernant des lieux non habités tels que des surfaces de culture ou des cimetières. Il est vu comme un administrateur bienveillant et intègre, d'où son titre officiel de « Dieu juste [garant] du bonheur et de la vertu » (福德正神, fúdézhēngshén). 

## Fonctions
Le Tǔdì lǎoyé (土地老爷) « l'Ancêtre de la Terre » comme on l'appelle, est un Esprit/Dieu Protecteur d'une parcelle de territoire, une sorte de notable ou de "Garde-Champêtre Céleste", chargé des intérêts de la portion plus ou moins grande d'un terrain donné, confié à sa garde. Il ne faut pas le confondre avec Dàshè (大社) le « Grand Esprit de la Terre », qui a sous sa seule autorité les sous-préfectures, les préfectures, ou même les provinces. Les humbles Tǔ Dì Lǎo Yé doivent se contenter d'une petite section du pays, comme un village, une montagne ou une simple commune.
Les Esprits/Dieux Protecteurs que sont les Tǔdì se divisent en cinq grandes sphères administratives :
- « les Patrons du Sol » de la Sphère Verte de l'Est ;
- « les Patrons du Sol » de la Sphère Rouge du Sud ;
- « les Patrons du Sol » de la Sphère Blanche de l'Ouest ;
- « les Patrons du Sol » de la Sphère Noire du Nord ;
- « les Patrons du Sol » de la Sphère Jaune du Centre ;

Ces cinq Tǔ Dì appartiennent aux cinq grandes familles ou branches d'Esprits/Dieux Protecteurs, qui se divisent l'administration des cinq parties de l'empire, désignées par les cinq couleurs conventionnelles.
En face des Tiānshén (天神), les « Esprits/Dieux du Ciel », Shàng Dì (上帝) « le Seigneur d'En-Haut » et les Wǔ Dì (五帝) « Cinq Seigneurs », il y a les Tǔ Shén (土神) « Esprits/Dieux du Sol » : Hòu Tǔ (后土) le « Souverain Terre », Dà Shè (大社) le « Grand Esprit/Dieu du Sol Impérial », et ses subordonnés, les Shè (社) « Esprits/Dieux du Sol Régionaux et Locaux » [autrement dit les Tǔ Dì]. Ces divinités locales ne sont pas plus la Terre personnifiée que ne l'est Shàng Dì pour le Ciel : leurs fonctions à tous, même au plus grand d'entre eux, sont strictement territoriales ; ils gouvernent et protègent un domaine limité, et ce n'est que parce que le domaine royal en principe s'étend jusqu'aux Quatre Mers que le Grand Esprit/Dieu du Sol gouverne tout le monde habité, le territoire Tiān xià (天下) « au-dessous du Ciel ». Ils sont nettement hiérarchisés, comme les seigneurs eux-mêmes : dans les principautés, les Dieux du Sol Seigneuriaux, vassaux du Grand Dieu du Sol, puis sous eux, ceux des Domaines Vassaux, ceux des Circonscriptions Administratives jusqu'au dernier échelon, les Esprits/Dieux du Sol de Hameau, constitués pour chaque hameau de vingt-cinq familles.
Celui des Yamen des fonctionnaires est, au Sìchuān (四川), enterré au milieu du premier pavillon de la Salle de Justice : on l'appelle le « Dieu du Lieu Enquêteur », et il écoute et enregistre les témoignages et les jugements de façon à faire son rapport chaque année sur la conduite officielle des mandarins. Il y en a pour chaque pont, il y en a pour les champs, etc. Les plus importants sont ceux des villages ; mais en beaucoup d'endroits, bien qu'ils n'aient officiellement que le titre de « Dieu du Lieu » [ ou « Dieu du Foyer »], Tǔ Dì, on les désigne couramment du titre de Chéng Huáng (城隍) « Dieu des Murs et des Fossés », et bien que ce titre soit, étymologiquement, répréhensible, il répond exactement au rôle du « Dieu Patron du Village », qui est le même que celui de « Dieux Patrons des Villes Administratives ».
Le rôle de ces Esprits/Dieux est analogue à celui des Dieux des Murs et des Fossés, mais sont subordonnés à ceux-ci. Ils tiennent le registre de toutes les personnes de leur circonscription ; c'est pourquoi on va leur annoncer tout décès qui survient.

## Origine
Tout Esprit/Dieu du Sol était primitivement un arbre planté sur un tertre au milieu d'un bois sacré. L'arbre changeait suivant les régions : au Centre c'était un pin, au Nord un acacia, à l'Est un thuya, à l'Ouest un châtaignier, au Midi un catalpa ; c'est pourquoi on attribuait aux trois Dynasties anciennes des arbres différents : aux Xia (夏朝), un pin ; aux Yin (殷朝), dont la capitale était à l'Est, un thuya, qui resta l'arbre du Song (宋朝) ; enfin aux Zhou (周朝), dont la première capitale était à Hao, dans l'Ouest, un châtaignier. Il y avait d'ailleurs moins d'uniformité qu'on ne pourrait le croire : c'était parfois aussi un chêne, ou un ormeau blanc, en général un grand et vieil arbre. Le Dieu lui-même était, d'autre part, figuré depuis une époque très ancienne par une pierre brute dressée au Nord de l'arbre, qui servait de tablette dans les sacrifices.
Le Dieu du Sol est le continuateur du Dieu du Sol de l'antiquité. Lui et le Dieu Houji (后稷) « Millet » constituaient les deux divinités les plus importantes dans les seigneuries [...] Mais le Dieu du Sol de la période postérieure est un dieu subalterne et populaire [...] Ce nouveau Dieu du Sol est apparu dès le IIIe siècle.
Le Dieu du Sol, le plus bas dans la hiérarchie du panthéon, est en même temps une des divinités les plus répandues et les plus familières. On lui attribue même l'apport du bonheur pour la communauté qu'il protège. Son titre complet est « Divinité Véritable du Bonheur et de la Vertu », comme s'il donnait l'un en fonction de l'autre. Une de ses charges est, en cas de décès, de conduire l'âme du mort jusqu'aux portes de l'enfer. Ce qui peut paraître étrange, c'est qu'on parle du Dieu du Sol, alors qu'il y en a des milliers, un par lieu. Un "rouleau précieux", genre de balade à thème religieux, raconte une histoire qui explique ce phénomène :
 À l'origine, il y avait un seul Dieu du Sol qui régnait sur toute la terre. Il entra en lutte avec le Ciel. Tel le singe Sūn Wù Kōng, il réussit à vaincre les Généraux Célestes, avec qui il se battait parce qu'on lui avait refusé l'entrée à la Porte Sud du Ciel alors qu'il venait saluer le Bouddha. Son bâton, orné d'une tête de dragon, se révéla une arme aussi redoutable que celle du dieu-singe. Le Bouddha, encore une fois comme pour Sūn Wù Kōng, finit par le soumettre, détruisit son corps en le faisant cuire dans un chaudron, brisa son âme en milliers de parties, qu'il répartit sur toute la terre jusqu'aux régions les plus reculées et donna ainsi naissance à tous ces Dieux Locaux du Sol..
Il y a aussi un Dieu du Sol dans les régions inhabitées comme les montagnes, et il est alors appelé Shān Shén (山神) « le Dieu de la Montagne ». Il serait apparu pour dominer un tigre mangeur d'hommes, c'est pourquoi cet animal est parfois représenté à ses pieds, ou pour soumettre un serpent géant, et c'est pourquoi on grave souvent un serpent sur sa canne.

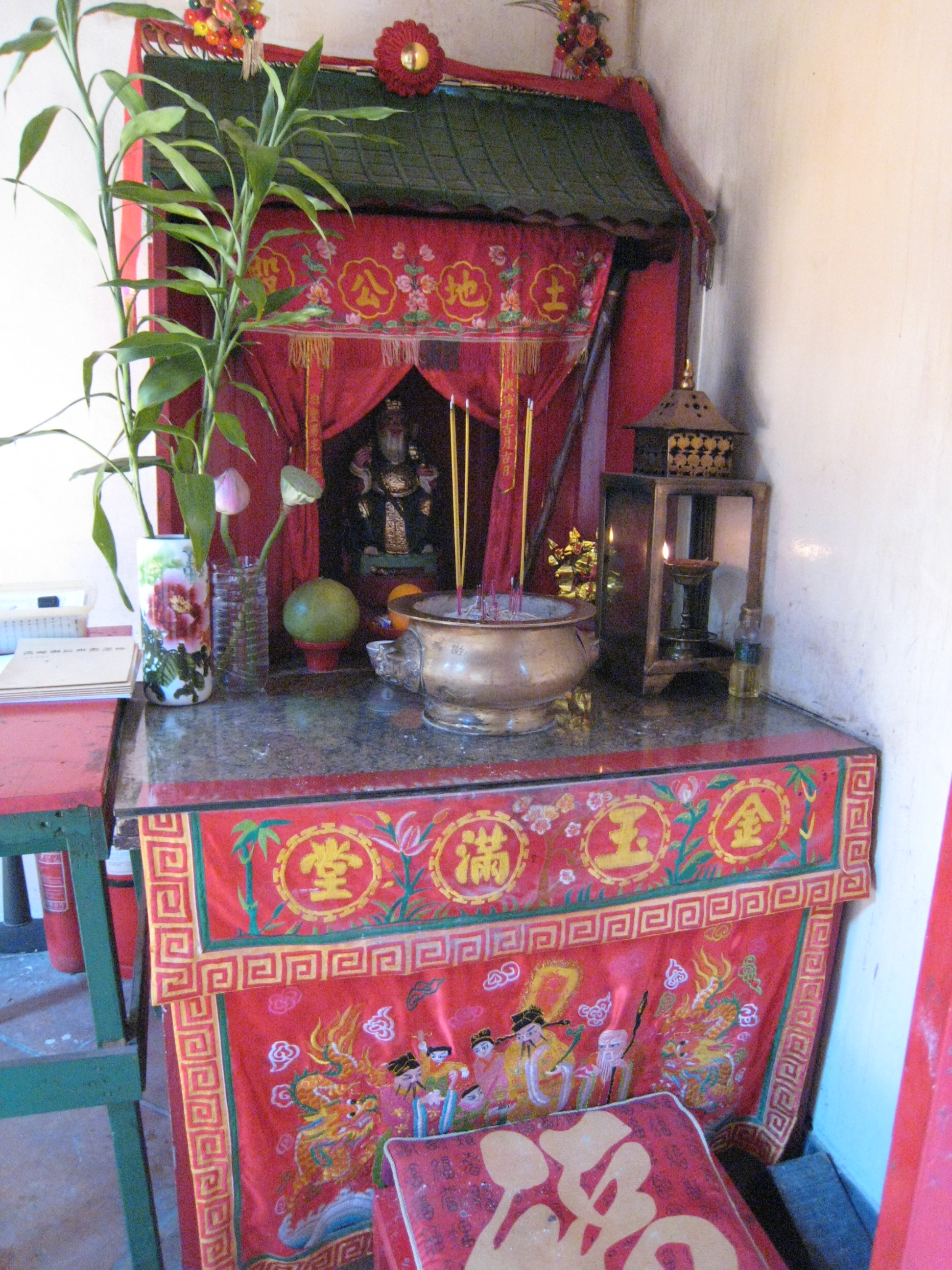

## Culte
Autrefois, lorsqu'un ennemi l'emportait sur un autre, il s'emparait de son territoire, mais il rendait un culte aux mêmes Esprits/Dieux, tout le groupe, mortels comme immortels, prenait part aux mêmes communions, mais selon la nature de l'offrande, les formes de la consécration variaient. Après les grandes battues destinées à fournir « les Ancêtres du Gibier », le vainqueur était présenté au « Dieu du Sol ». Après une guerre victorieuse, les trophées étaient donnés soit aux Ancêtres, soit au « Dieu du Sol », car c'étaient là des divinités parentes.
[...] L'Empereur lui devait offrandes de buffles, de moutons et de porcs, et les féodaux de moutons et de porcs [...].
On va le prier dans toutes les occasions importantes (mariages, naissances, déménagements, début de l'année, etc.), ou quand le besoin s'en fait sentir, dans ses temples (土地廟 / 土地庙, tǔdì miào) souvent flanqués d'un arbre, mais il s'agit parfois de simples oratoires, qui peuvent prendre dans les cimetières la forme d'une stèle ou d'une tombe (ethnie Hakka). Lorsqu'est construite une nouvelle maison on casse une motte de terre pour ensuite sacrifier au dieu du sol. Certains commerçants en placent un dans leur boutique.
Son anniversaire est fêté deux fois : le 2 du deuxième mois  lunaire et le 16 du douzième moi. Pour solliciter sa protection, les commerçants et les entreprises préparent une table d'offrandes alimentaires et brûlent du papier-monnaie les 2 et 16 de chaque mois lunaire ( zuoya 做牙 de zuo "faire" et ya « dent »). À Taïwan, le 16 du douzième mois, les patrons convient leurs employés à un festin appelé weiya (尾牙), « ultime dent ». Autrefois, si un employé devait être licencié, les plats comprenaient un poulet ou un canard entier dont la tête était tournée vers le malchanceux. Cette coutume a été abandonnée, mais pour éviter tout malentendu, les volailles entières sont en général absentes du weiya.
Lorsqu'un décès survenait dans une famille, un groupe de pleureuses se dirigeaient vers l'autel du Dieu du Sol, le soir qui suivait la mort, précédées d'un homme qui portait une lanterne, et une fois devant la pagode du Dieu, ils brûlaient de l'encens et de l'argent en papier (il était courant à l'époque de brûler du faux argent en papier), puis le cortège regagnait sa maison en continuant de gémir de douleur.

## Description
Il est représenté comme un vieillard barbu aux joues roses, signe de bonne santé, vêtu en fonctionnaire de bas grade, parfois accompagné de son épouse, la « vieille dame du sol » (Tudipo 土地婆).  Addition postérieure, cette épouse ne reçoit pas directement de culte, ce que certains expliquent par le fait qu'elle serait aussi acariâtre que son mari est bienveillant ; d'autres néanmoins en ont une vision plus positive et comptent sur sa sollicitude. Tudigong tient un lingot d'or dans la main droite, symbole de bien-être matériel. Il chevauche quelquefois un tigre qui chasse à sa demande les démons. Parfois il s'appuie sur une canne grâce à laquelle il transforme son apparence pour effectuer des inspections incognito ; dans les cimetières, une gourde, signe taoïste de longue vie et d'immortalité, peut y être attachée. Dans les plus grands temples, Tudigong est flanqué de deux assistants, le « juge civil » (wenpanguan 文判官) et le « juge militaire » (wupanguan 武判官).
Comme tous les dieux chinois, les divers dieux du sol sont censés avoir eu une existence humaine, en général celle d'un fonctionnaire local qui s'est distingué par son intégrité ou la qualité de son travail. Il existe ainsi une multitude de légendes relatant leur vie terrestre.

## Inspirations
C'est dans le roman de Wu Zheng En, le Xī Yóu Jì (西遊記) que l'on mesure toute la petitesse des Dieux du Sol quand le héros Sūn Wù Kōng pique ses colères contre eux à chaque fois qu'il visite un hameau, une grotte ou un lieu quelconque qu'il soupçonne d'être habité par un esprit malfaisant ou des démons. Il les menace à chaque fois d'un "bon coup de trique" pour les faire parler. Ceux-ci, tout tremblant, n'osent pas s'interposer et "crachent très vite le morceau" ; il faut dire que le Dieu-Singe est en mission pour le Ciel et Bouddha lui-même et personne ne se risquerait à désobéir à un décret sacré.

## D'autres Dieux du Sol
Cette fonction fut attribuée à des lettrés célèbres suivant les régions : 
- Wǔ Zi Xū (伍子胥) (522-484 av. J.-C.) du Wēn Zhōu (温州)[5] ;
- Hán Yù (韓愈) (768-824 ap. J.-C.), le grand lettré de Chóng Qìng (重庆) du Sì Chuān, qui aurait commandé à une trentaine de Dieux du Sol des environs, tout comme Wén Tiān Xiáng[5] ;
- Jiǎng Zi Wén (蒋子文) de Nán Jīng (南京)[9] ;
- Yuè Fēi (岳飛) (1103-1142) de Lin An (Háng Zhōu) (杭州)[5] ;
- Yáng Wén Chāng (楊文昌)[10] ;
- Wén Tiān Xiáng (文天祥) (1236-1283) de Běi Jīng (北京)[5] ;
- Zhū Yuán Zhāng (朱元璋) (1328-1398) de la Dynastie Ming (明朝)[5] ;
- Chén Yuē (沈约)[11].